# Ворона Валерій Михайлович
Ворона Валерій Михайлович (5 березня 1940 — 23 вересня 2022) — академік НАН України за спеціальністю: соціологія (дата обрання: 06.05.2006), директор Інституту соціології. Заслужений діяч науки і техніки України, головний редактор журналу «Соціологія: теорія, методи, маркетинг».

## Життєпис
Закінчив економічний факультет Київського університету (1980). У 1985—1988 рр. працював у Київському інституті народного господарства (1977—1980 рр. — проректор). У 1988—1992 рр. — Завідувач відділенням Інституту філософії НАН України, у 1992—2021 рр — директор Інституту соціології НАН України. Автор робіт з політичної економії та соціології праці.
Помер 23 вересня 2022 року.

## Державні нагороди
- Орден «За заслуги» III ст. (27 листопада 2008) — за визначні особисті заслуги у розвитку вітчизняної науки, зміцнення науково-технічного потенціалу Української держави та з нагоди 90-річчя Національної академії наук України[3]
- Заслужений діяч науки і техніки України (26 листопада 1998) — за вагомий особистий внесок у розвиток наукових досліджень, зміцнення науково-технічного потенціалу України та з нагоди 80-річчя Національної академії наук України[4]
- Державна премія України в галузі науки і техніки 2014 року — за роботу «Вимірювання соціальних змін в українському суспільстві. Соціологічний моніторинг (1992—2013)» (у складі колективу)[5]